# Korsuddshålet
Korsuddshålet är ett sund i Finland. Det ligger i landskapet Egentliga Finland i den sydvästra delen av landet, 110 km väster om huvudstaden Helsingfors.
Korsuddshålet ligger mellan ön Pettu i väster och Korsuddarna i Bromarv i öster. Sundet förbinder Ekholmsfjärden i norr med Bromarvsfjärden i söder.